# Río Ahr
El río Ahr es un río de Alemania, un afluente por la margen izquierda del Rin. Nace a una altitud de unos 470 metros sobre el nivel del mar en Blankenheim, en el Eifel, en el sótano de una casa de madera cerca del castillo de Blankenheim. Después de 18 kilómetros, el río cruza de Renania del Norte-Westfalia a Renania-Palatinado.
El Ahr fluye por el valle del Ahr o Ahrtal, pasando por las ciudades de Schuld, Altenahr y Bad Neuenahr-Ahrweiler. Entre Remagen y Sinzig (al sur de Bonn), a unos 50 metros sobre el nivel del mar, desemboca en el Rin. Tiene una longitud aproximada de 89 kilómetros, de los cuales 68 están en Renania-Palatinado. El Ahr tiene una pendiente del 0,4% en su curso inferior y del 0,4% al 0,8% en su curso superior.

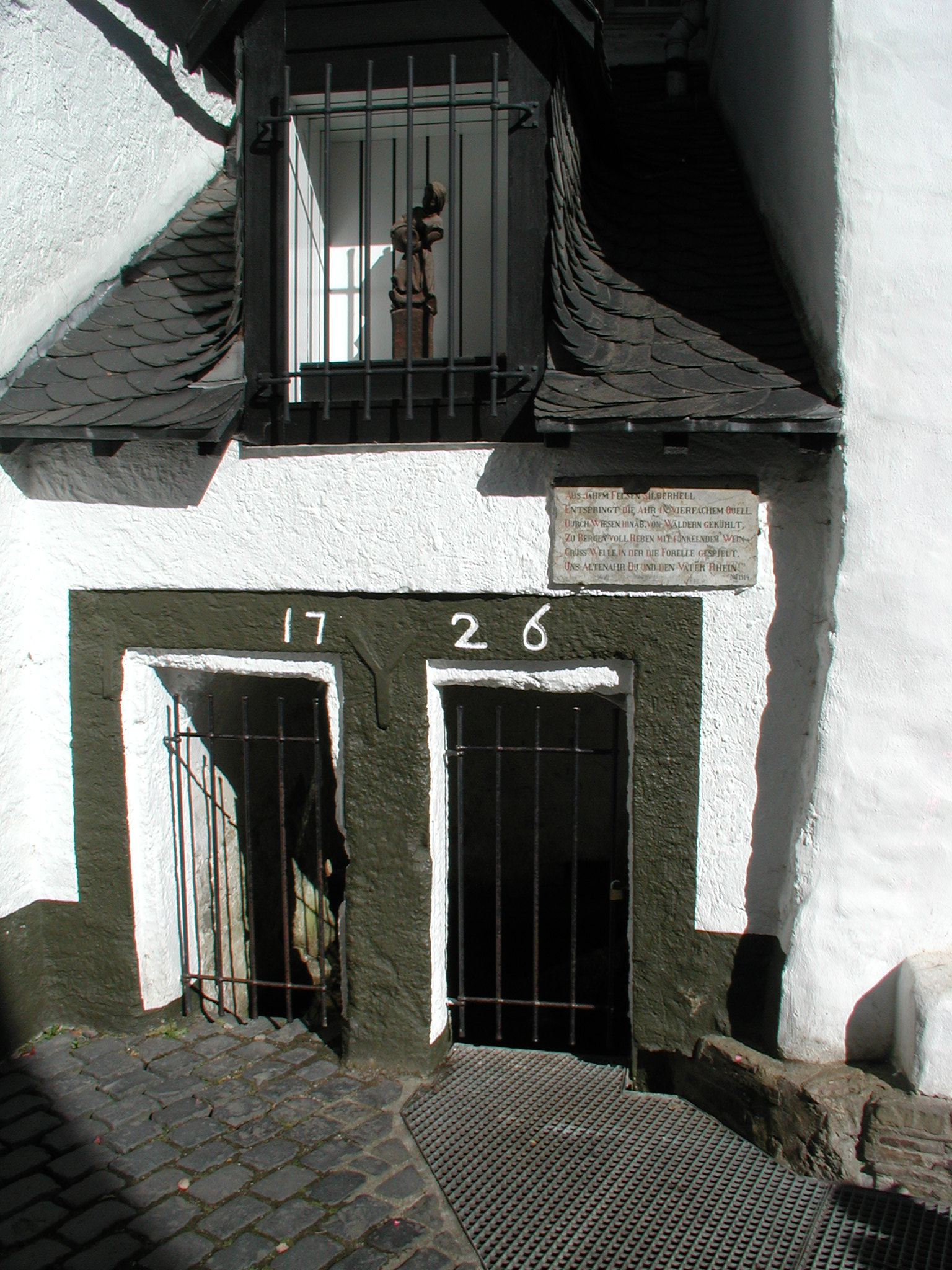
Nacimiento del Ahr en Blankenheim

El Ahr y sus afluentes son un sistema de drenaje principal del Eifel oriental. La cuenca hidrográfica drena unos 900 km².

## Historia
En el valle del Ahr hubo asentamientos aislados a partir de la época romana, como demuestra la villa romana cerca de Ahrweiler. Debido a su situación aislada, las partes alta y media del curso estaban escasamente pobladas.
Esto cambió a partir de mediados del siglo XIX. El desarrollo de los asentamientos, las rutas de tráfico y las zonas agrícolas en el valle del Ahr hizo que el lecho del río quedara fijado.

## Curso
El Ahr nace en el centro del pueblo de Blankenheim, en la región de Eifel del estado alemán de Renania del Norte-Westfalia, en el sótano de una casa con estructura de madera en un manantial cerrado a una altitud de 474 m sobre el nivel del mar. A continuación, fluye por el estanque Schwanenweiher, situado bajo el castillo de Blankenheim.
El arroyo, que corre en dirección sureste, a través de las praderas del valle superior del Ahr, no corta muy profundamente las alturas del Eifel. Gran parte del alto valle del Ahr está protegido y sigue la carretera federal B 258. Por debajo de la aldea de Ahrdorf, en el municipio de Blankenheim, el Ahr alcanza su punto más meridional y entra en el estado de Renania-Palatinado. Desde Müsch, pasando por Antweiler, hasta Fuchshofen, el río corre hacia el norte y gira hacia el este en Schuld, pasando por Insul, hasta llegar a Dümpelfeld. Aquí, el Ahr recoge las aguas del Adenauer Bach que vienen de la derecha y fluyen en dirección noreste. En Altenahr, el valle gira hacia el este y sigue inicialmente un curso muy sinuoso. Aquí el río está acompañado por la B 267, aunque no sigue todas las curvas del río. En Altenahr se encuentra la mayor curva del río, protegida por su flora y fauna. A partir de aquí, el valle se convierte en un desfiladero bordeado por los escarpados acantilados de las colinas del Ahr. A partir de Reimerzhoven, las laderas del valle están dominadas por los viñedos, especialmente en las laderas orientadas al sur, al norte del río, sobre todo en torno a los pueblos de Mayschoß, Rech, Dernau y Marienthal. El último punto estrecho del valle del Ahr se encuentra debajo de la Bunte Kuh ("vaca de color"), una formación rocosa que casi llega al río y deja poco espacio para la carretera y el ferrocarril. En Walporzheim, el valle se ensancha bruscamente y el Ahr pasa por la ciudad condal de Bad Neuenahr. En Heimersheim terminan los viñedos. El fondo del valle entre Bad Bodendorf, en la parte norte, y Sinzig, en una terraza en el sur, está dominado por la agricultura y el cultivo de frutas y verduras.
La desembocadura del Ahr se encuentra en la llanura de la Milla de Oro, entre el distrito de Remagen de Kripp y la ciudad de Sinzig, a una altitud de unos 53 m s. n. m. Desde su renaturalización (a partir de 1979, véanse las fotografías aéreas) es una de las pocas desembocaduras naturales del Rin y está protegida.

Ahr - Nacimiento, Valle, Desembocadura
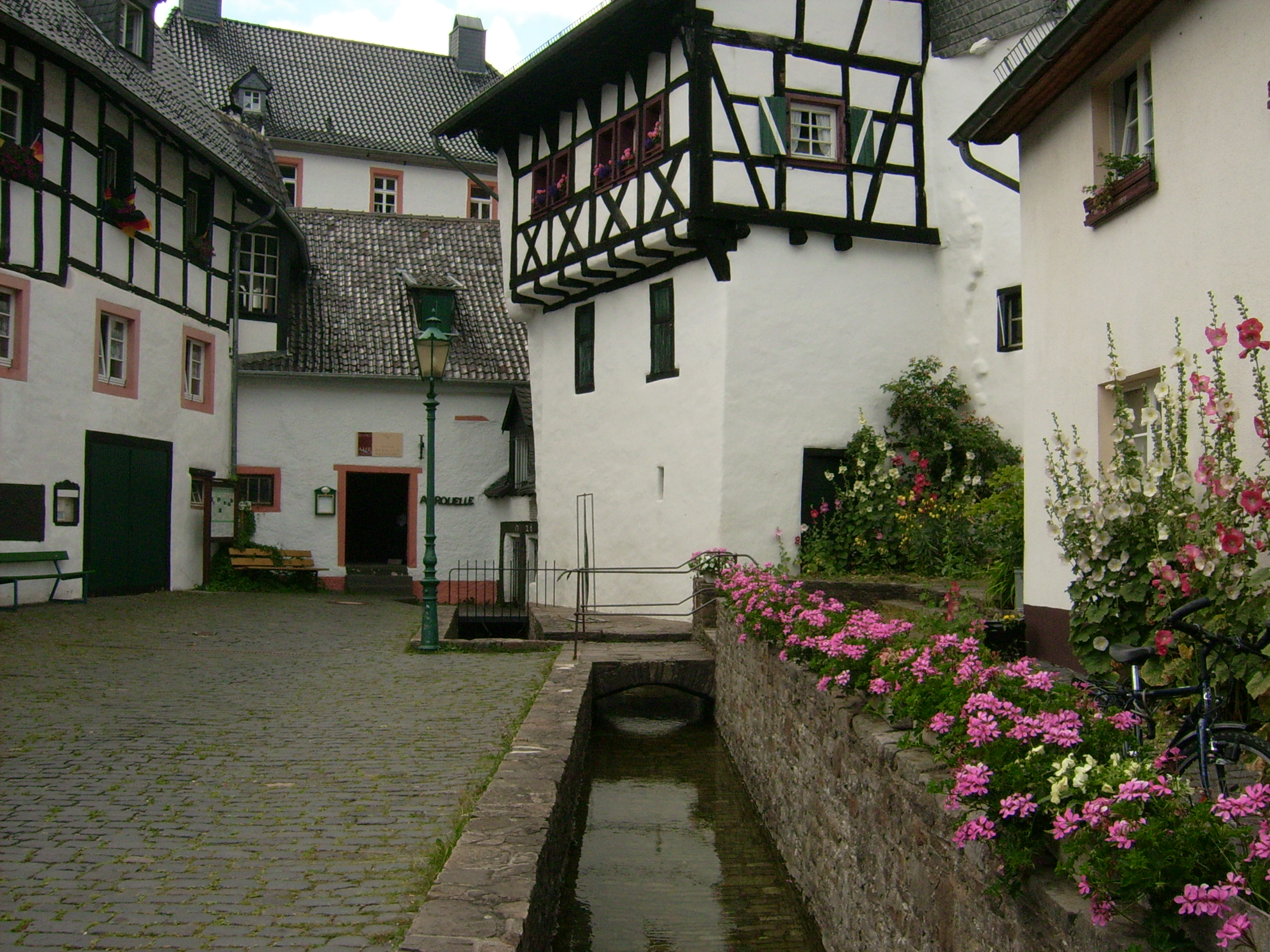
Fuente del Ahr en Blankenheim
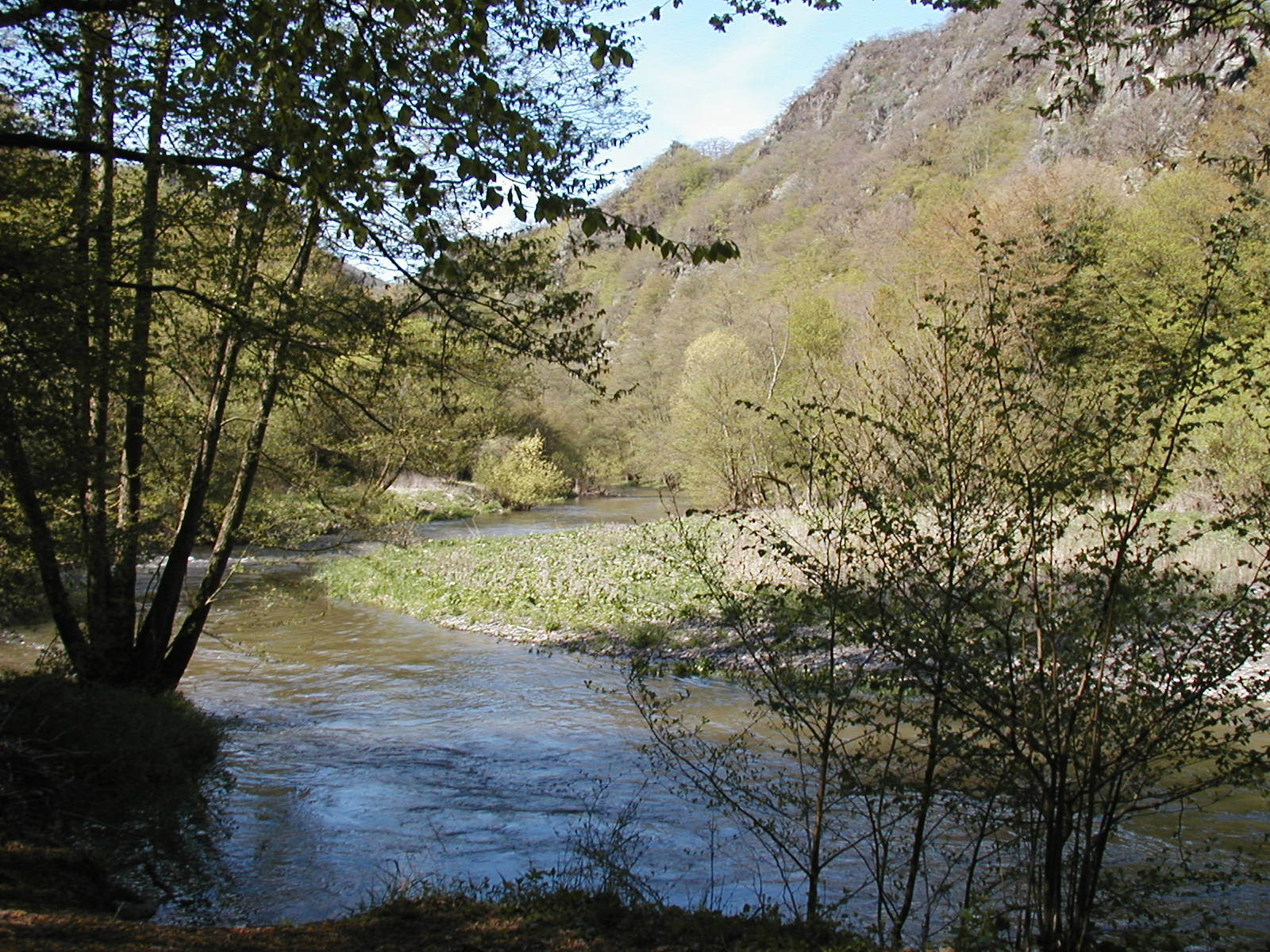
El Ahr en su curso medio debajo de Altenahr con la formación rocosa de Langfig
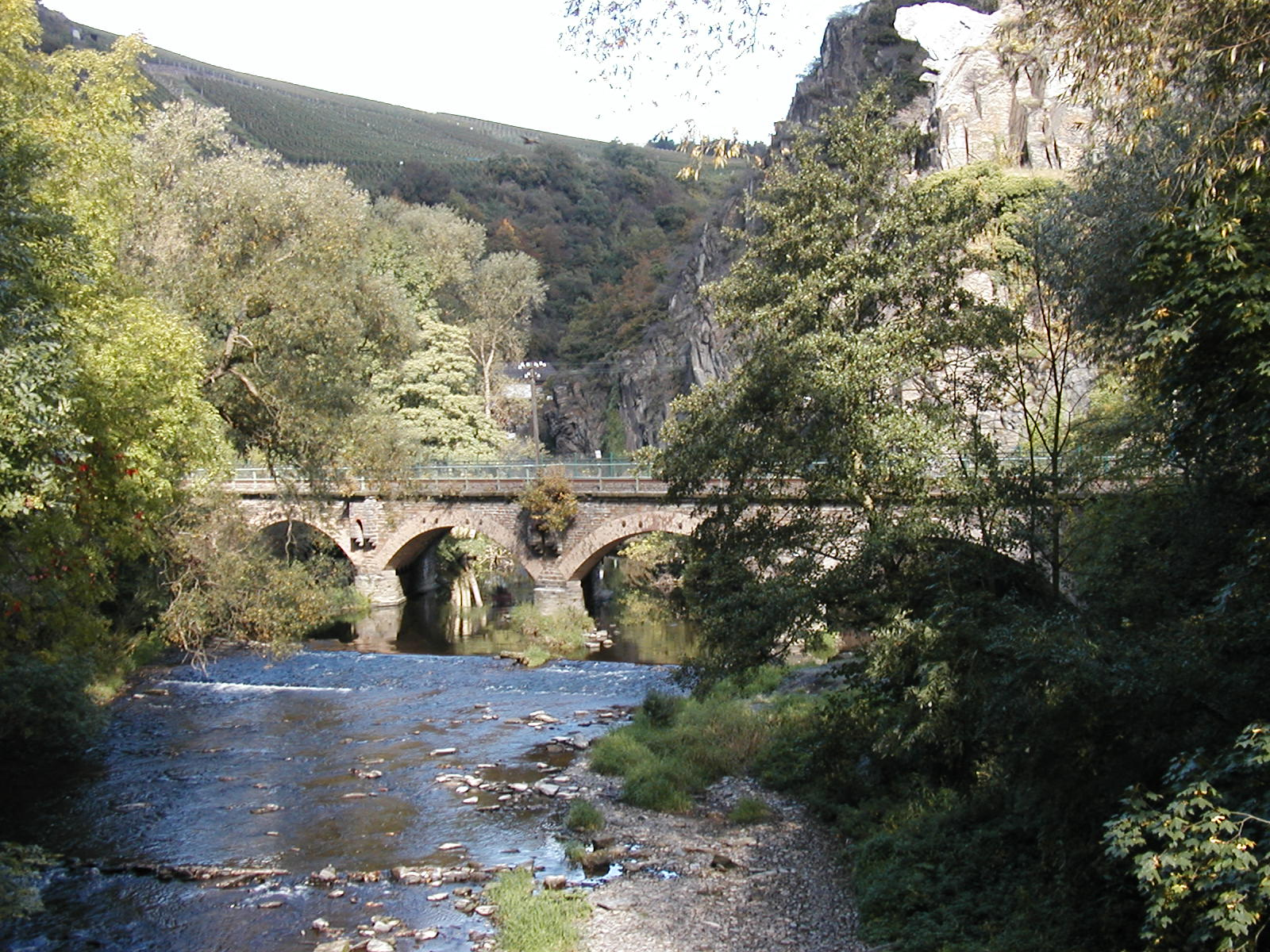
El Ahr por la formación rocosa Bunte Kuh en Walporzheim
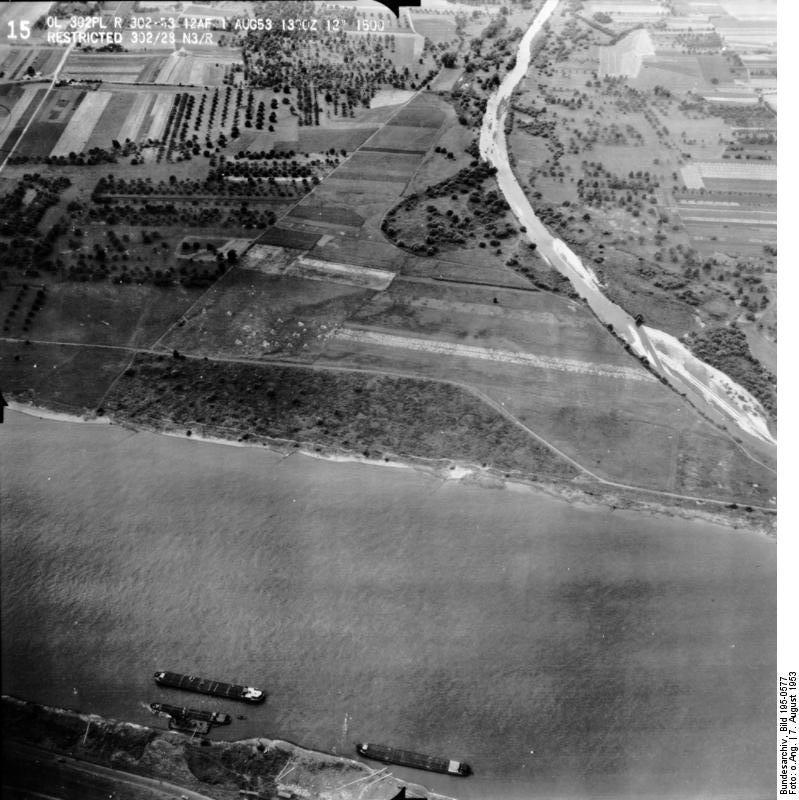
La desembocadura del Ahr en el Rin antes de la renaturalización (1957)
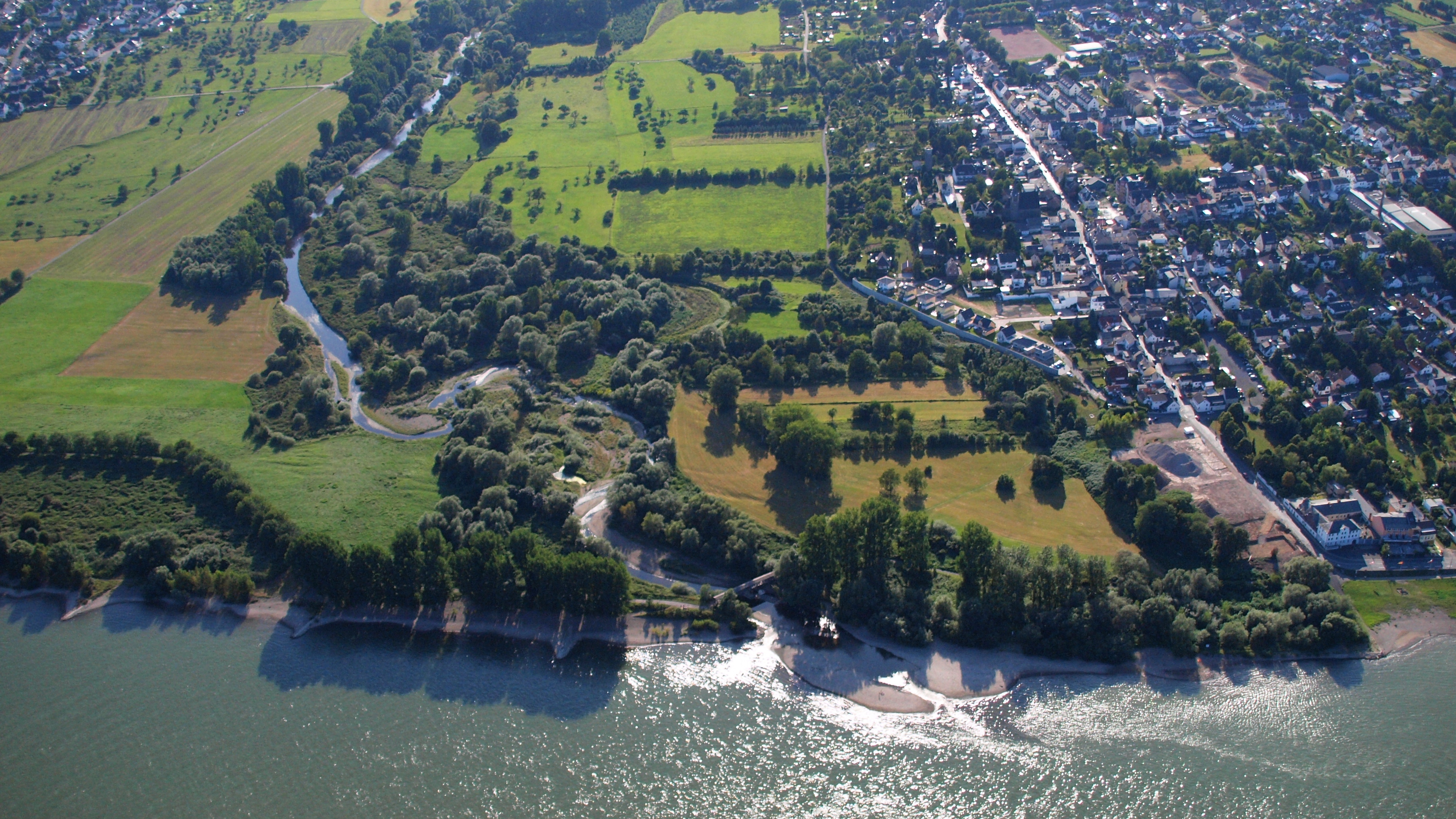
La boca del Ahr después de la renaturalización. Derecha: el pueblo de Kripp

## Viticultura

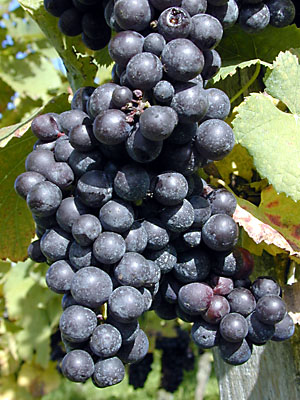
Uvas Spätburgunder

El Ahr es conocido por los numerosos viñedos que adornan las laderas aguas abajo del pueblo de Altenahr. La pequeña región vinícola del Ahr es, sin embargo, la mayor zona contigua de cultivo de vino tinto de Alemania, que destaca especialmente por los vinos elaborados con la uva Spätburgunder (Pinot noir). La Ruta del Vino Tinto recorre la vertiente sur del valle inferior del Ahr, pasando, entre otras cosas, por el antiguo búnker gubernamental.